# Awanhard Żółte Wody
Awanhard Żółte Wody (ukr. Футбольний клуб «Авангард» Жовті Води, Futbolnyj Kłub „Awanhard” Żówti Wody) – ukraiński klub piłkarski z siedzibą w Żółtych Wodach w obwodzie dniepropietrowskim.

## Historia
Chronologia nazw:
- 1955—1991: Awanhard Żółte Wody (ukr. «Авангард» Жовті Води)
- 1993—1994: Sirius Żółte Wody (ukr. «Сіріус» Жовті Води)
- 1994—1995: Sirius Krzywy Róg (ukr. «Сіріус» Кривий Ріг)
- 2010—...: Awanhard Żółte Wody (ukr. «Авангард» Жовті Води)

Piłkarska drużyna Awanhard została założona w miejscowości Żółte Wody w 1955. Wtedy po raz pierwszy zespół startował na poziomie ogólnokrajowym, zajmując drugie miejsce w Mistrzostwach Rady Centralnej kultury fizycznej i sportu Ukraińskiej SRR. Wcześniej w mieście funkcjonowała drużyna piłkarska, która powstała w 1928 roku, a od 1945 startowała w mistrzostwach Krzywego Rogu, a od 1952 roku w mistrzostwach obwodu dniepropetrowskiego. 2 maja 1956 został wybudowany nowy stadion. W 1958 klub zdobył mistrzostwo obwodu dniepropetrowskiego oraz został finalistą Pucharu obwodu dniepropetrowskiego. W 1959 oprócz tytułów mistrza i zdobywcy Pucharu obwodu dniepropetrowskiego zwyciężył w Mistrzostwach Ukraińskiej SRR wśród amatorów oraz dotarł do finału Pucharu Ukraińskiej SRR wśród amatorów.
W 1960 zespół debiutował w Klasie B, ukraińskiej strefie 2 Mistrzostw ZSRR.
W 1963 po kolejnej reorganizacji systemu lig ZSRR klub spadł do Klasy B, ukraińskiej strefy 2. W 1966 zajął pierwsze miejsce w strefie oraz zdobył awans do Drugiej Grupy A, podgrupy 2.
W 1969 klub występował w Klasie B, ukraińskiej strefie 1, a w 1970 w Klasie B, ukraińskiej strefie 2. Zajął końcowe 16. miejsce, ale już nie przystąpił do rozgrywek na poziomie profesjonalnym. 
Następnie występował tylko w rozgrywkach Mistrzostw i Pucharu obwodu dniepropietrowskiego. Również w latach 1971-1980 brał udział w Mistrzostwach Rady Centralnej kultury fizycznej i sportu Ukraińskiej SRR. W 1989 został mistrzem obwodu dniepropetrowskiego.
Dopiero w sezonie 1993/94 pod nazwą Sirius Żółte Wody debiutował w Przejściowej Lidze, w której zajął pierwsze miejsce. W następnym sezonie przeniósł się do Krzywego Rogu, przyjął nazwę Sirius Krzywy Róg i startował w Drugiej Lidze.
4 czerwca 1995 klub połączył się z amatorskim zespołem Sportinwest Krzywy Róg i przekazał swoje miejsce i piłkarzy.
Po kilku latach nieobecności klub w 2010 roku odrodził się jako Awanhard Żółte Wody. Występował w rozgrywkach Mistrzostw i Pucharu obwodu dniepropietrowskiego.

## Sukcesy
- 3. miejsce w Klasie B ZSRR, ukraińskiej strefie 2:

1961
- 1/32 finału Pucharu ZSRR:

1961
- Mistrz Ukraińskiej SRR:

1959, 1966
- Brązowy medalista Ukraińskiej SRR:

1965
- Finalista Pucharu Ukraińskiej SRR:

1959
- 17. miejsce w Drugiej Lidze:

1994/95
- Mistrz obwodu dniepropietrowskiego:

1958, 1959, 1989
- Zdobywca Pucharu obwodu dniepropietrowskiego:

1959
- Mistrz Towarzystwa „Awanhard”:

1961, 1962
- Mistrz Rady Centralnej Kultury Fizycznej i Sportu:

1971, 1972, 1973

## Struktura klubu

### Stadion
Klub rozgrywał swoje mecze domowe na stadionie SK SchidGZK w Żółtych Wodach, który może pomieścić 13500 miejsc.

### Sponsorzy
- kombinat górniczy SchidGZK w Żółtych Wodach

## Trenerzy
- 1955:  Kostiantyn Kolbus
- 1956–20.07.1957:  Nikołaj Timoszin
- 20.07.1957–27.08.1958:  Jewhen Brusow
- 27.08.1958–1961:  Matwij Czerkaski
- 1962–07.1963:  Anatolij Żyhan
- 08.1963–06.1964:  Akim Fomin
- 11.06.1964–1964:  Władimir Zołotariow
- 1965–08.1965:  Łeonid Rodos
- 08.1965–1966:  Mykoła Zaworotny
- 1967–1968:  Walentin Morozow
- 1969–08.1969:  Josyp Lifszyć
- 08.1969–1969:  Borys Bormaczenko
- 1970–06.1970:  Mykoła Holakow
- 06.1970–1970:  Jewgienij Żuczkow
- 1971:  F. Łazaczuk, M.P. Łunin (status amatorski)
- 1972–1977:  Borys Bormaczenko (status amatorski)
- 1978–1991:  Wasyl Kuźminski (status amatorski)
- 1992–12.09.1992:  Stepan Łementariow (status amatorski)
- 12.09.1992–22.09.1993:  Wołodymyr Spiridonow
- 1993:  Mykoła Fedorenko
- 1994–1995:  Mychajło Pałamarczuk
- 1995:  Jurij Ustynow
- 1995:  Wołodymyr Jasznyk

## Inne
- Krywbas Krzywy Róg